# Raoul Aubé
Raoul Aubé, né le 18 septembre 1845 à Rouen et mort le 26 novembre 1921 à Rouen, est un chroniqueur et bibliothécaire français.

## Biographie
Raoul Aubé naît le 18 septembre 1845 à Rouen. Il descend d'une famille de merciers-drapiers qui avait son nom au tableau de la corporation.
Élève au lycée de Rouen, il débute dans la presse rouennaise en 1868 avec Tam-Tam, journal humoristique.
Il est mobilisé pendant la guerre de 1870. En 1874, il fonde L'Artiste normand. Il intègre ensuite le Journal de Rouen où il traite des mœurs, usages, coutumes et traditions de la vie rouennaise.
Il intègre la bibliothèque de Rouen le 5 janvier 1882 comme simple auxiliaire au travail du catalogue. Titularisé en 1884, il devient sous-bibliothécaire le 26 avril 1885 et bibliothécaire adjoint le 1er février 1899.
Il devient membre de nombreuses sociétés savantes. Membre des Amis des monuments rouennais, dont il est le secrétaire, il réalise le premier bulletin résumant les dix premières années de l'association. C'est grâce à sa plume que l'église Saint-Laurent est sauvegardée. Il devient le président en 1909-1910.
Il est également élu à la commission des Antiquités, à la commission des inscriptions rouennaises dont il est le secrétaire ainsi qu'à la Société rouennaise de bibliophiles.
Il demeure 29 rue Saint-Patrice puis 13 rue Abbé-de-l'Épée à Rouen.
Il meurt subitement le 26 novembre 1921 . Georges Dubosc réalise sa nécrologie dans le Journal de Rouen. Ses obsèques sont célébrées dans l'église Saint-Ouen.

## Distinctions
- Officier d'académie
- Officier de l'Instruction publique

## Ouvrages
- Rouen illustré, Rouen, E. Augé, 1882.
- Histoire de la presse périodique rouennaise depuis son origine jusqu'à nos jours (1762-1890), 1890. Prix Bouctot de l'Académie des sciences, belles-lettres et arts de Rouen.